# Otto March

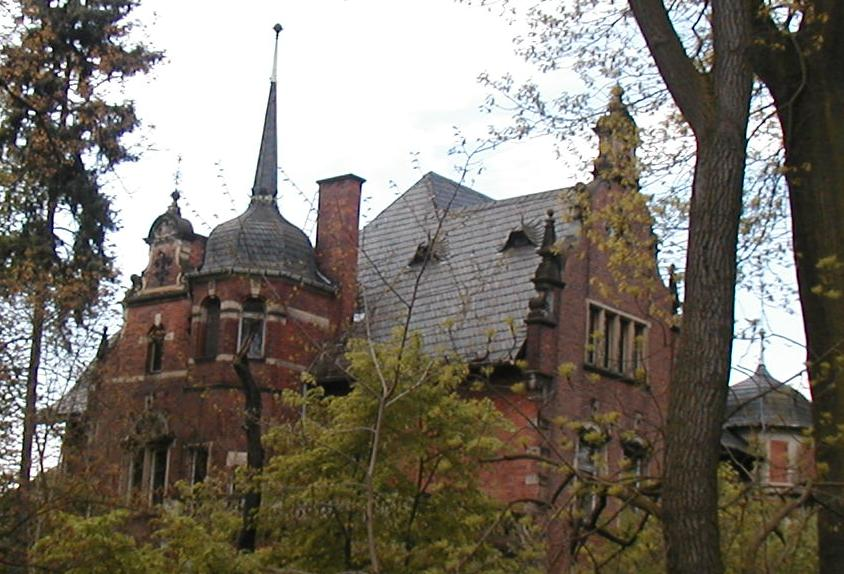
O. March: Willa Kolbe w Radebeul

Otto March (ur. 7 października 1845 w Charlottenburgu, zm. 1 kwietnia 1913 w Berlinie) – niemiecki architekt.

## Życiorys
Syn właściciela berlińskiej wytwórni wyrobów ceramicznych i terakoty, Ernsta Marcha, znanego z produkcji ceramicznych ornamentów architektonicznych. Studiował w berlińskiej Akademii Budownictwa i w Pruskiej Akademii Sztuk Pięknych. W latach 1872–1874 pracował dla austriackiego architekta Heinricha von Ferstela w Wiedniu. W 1878 otrzymał tytuł budowniczego rządowego (niem. Regierungsbaumeister), a od 1880 pracował jako samodzielny architekt.
Od 1899 członek berlińskiej Akademii Budownictwa, od 1912 członek senatu Akademii Sztuki. Od 1907 należał do komisji w sprawie Wielkiego Berlina (inicjatywy przyłączenia do stolicy sąsiednich miast i gmin). Jednocześnie działał jako przedsiębiorca budowlany.
Jego dwaj synowie, Werner i Walter, również byli architektami.

## Działalność
Wybudował m.in. stadion Cesarza Wilhelma w Berlinie na potrzeby letnich Igrzysk Olimpijskich w 1916 (odwołanych z powodu wybuchu I wojny światowej). Stadion ten został później zastąpiony przez Stadion Olimpijski projektu jego syna Wernera, istniejący do dziś, wykorzystany podczas XI Letnich Igrzysk w 1936. We Wrocławiu zaprojektował (1898–1902) willę Georga Haasego przy ul. Podwale 76-77 (dziś konsulat niemiecki we Wrocławiu).
Realizacja jego projektu teatru w Wormacji (1889–1890, 1932 spalony), nawiązująca do teatru elżbietańskiego, bez kulis i z otwartą sceną, przyniosła mu sławę architekta awangardowego.